# ŽNL Šibensko-kninska 2012./13.
Prvenstvo se igralo trokružno. Ligu je osvojila NK Dinara Knin, ali se nije uspjela kvalificirati za 3. HNL – Jug.

## Sudionici
- Dinara – Knin
- DOŠK –  Drniš
- Mihovil – Šibenik
- Mladost – Tribunj
- Rogoznica – Rogoznica
- Rudar – Siverić, Drniš
- SOŠK – Skradin
- Vodice – Vodice

## Ljestvica
| Poz. | Momčad           | U  | P  | N | I  | G+ | G– | G+/– | Bod. | Nastavak natjecanja ili ispadanje |
| ---- | ---------------- | -- | -- | - | -- | -- | -- | ---- | ---- | --------------------------------- |
| 1.   | Dinara (P)       | 21 | 14 | 3 | 4  | 63 | 15 | +48  | 45   | Kvalifikacije za 3. HNL – Jug     |
| 2.   | DOŠK Drniš       | 21 | 13 | 3 | 5  | 38 | 28 | +10  | 42   |                                   |
| 3.   | SOŠK Skradin     | 21 | 13 | 2 | 6  | 37 | 20 | +17  | 41   |                                   |
| 4.   | Vodice           | 21 | 10 | 4 | 7  | 40 | 20 | +20  | 34   |                                   |
| 5.   | Mladost Tribunj  | 21 | 7  | 6 | 8  | 28 | 34 | −6   | 27   |                                   |
| 6.   | Mihovil          | 21 | 6  | 6 | 9  | 34 | 40 | −6   | 24   |                                   |
| 7.   | Rudar            | 21 | 4  | 4 | 13 | 17 | 38 | −21  | 16   |                                   |
| 8.   | Rogoznica        | 21 | 2  | 2 | 17 | 13 | 75 | −62  | 8    |                                   |
| 9.   | Krka             | 0  | 0  | 0 | 0  | 0  | 0  | 0    | 0    | Odustali prije prvenstva          |
| 10.  | Zrinski Kijevo   | 0  | 0  | 0 | 0  | 0  | 0  | 0    | 0    | Odustali prije prvenstva          |
| 11.  | Janjevo Kistanje | 0  | 0  | 0 | 0  | 0  | 0  | 0    | 0    | Odustali prije prvenstva          |

## Rezultati
| 1. kolo                        | 1. kolo |
| ------------------------------ | ------- |
| 22. rujna 2012.                |         |
| Dinara – Rogoznica             | 5:1     |
| Vodice – Mihovil               | 4:0     |
| DOŠK Drniš – Rudar             | 3:2     |
| SOŠK Skradin – Mladost Tribunj | 2:0     |
| [ 2 ]                          |         |

| 2. kolo                      | 2. kolo |
| ---------------------------- | ------- |
| 29. rujna 2012.              |         |
| Mladost Tribunj – DOŠK Drniš | 4:1     |
| Dinara – Vodice              | 1:0     |
| Mihovil – SOŠK Skradin       | 2:1     |
| Rogoznica – Rudar            | 1:3     |
| [ 2 ]                        |         |

| 3. kolo                 | 3. kolo |
| ----------------------- | ------- |
| 6. listopada 2012.      |         |
| SOŠK Skradin – Dinara   | 2:2     |
| Rudar – Mladost Tribunj | 2:2     |
| Vodice – Rogoznica      | 6:0     |
| 8. listopada 2012.      |         |
| DOŠK Drniš – Mihovil    | 2:2     |
| [ 2 ]                   |         |

| 4. kolo                     | 4. kolo |
| --------------------------- | ------- |
| 13. listopada 2012.         |         |
| Dinara – DOŠK Drniš         | 1:0     |
| Mihovil – Rudar             | 1:1     |
| Vodice – SOŠK Skradin       | 0:1     |
| 14. listopada 2012.         |         |
| Rogoznica – Mladost Tribunj | 1:2     |
| [ 2 ]                       |         |

| 5. kolo                   | 5. kolo |
| ------------------------- | ------- |
| 20. listopada 2012.       |         |
| SOŠK Skradin – Rogoznica  | 3:0     |
| Mladost Tribunj – Mihovil | 1:1     |
| DOŠK Drniš – Vodice       | 2:1     |
| Rudar – Dinara            | 2:1     |
| [ 2 ]                     |         |

| 6. kolo                   | 6. kolo |
| ------------------------- | ------- |
| 27. listopada 2012.       |         |
| Dinara – Mladost Tribunj  | 9:1     |
| SOŠK Skradin – DOŠK Drniš | 0:1     |
| Rogoznica – Mihovil       | 0:0     |
| Vodice – Rudar            | 2:0     |
| [ 2 ]                     |         |

| 7. kolo                  | 7. kolo |
| ------------------------ | ------- |
| 3. studenog 2012.        |         |
| Mihovil – Dinara         | 0:5     |
| Rudar – SOŠK Skradin     | 0:3     |
| DOŠK Drniš – Rogoznica   | 0:1     |
| Mladost Tribunj – Vodice | 1:1     |
| [ 2 ]                    |         |

| 8. kolo                        | 8. kolo |
| ------------------------------ | ------- |
| 10. studenog 2012.             |         |
| Mladost Tribunj – SOŠK Skradin | 3:1     |
| Mihovil – Vodice               | 2:4     |
| Rudar – DOŠK Drniš             | 0:2     |
| Rogoznica – Dinara             | 0:1     |
| [ 2 ]                          |         |

| 9. kolo                      | 9. kolo |
| ---------------------------- | ------- |
| 17. studenog 2012.           |         |
| Vodice – Dinara              | 1:3     |
| Rudar – Rogoznica            | 4:1     |
| SOŠK Skradin – Mihovil       | 2:0     |
| DOŠK Drniš – Mladost Tribunj | 1:0     |
| [ 2 ]                        |         |

| 10. kolo                | 10. kolo |
| ----------------------- | -------- |
| 24. studenog 2012.      |          |
| Dinara – SOŠK Skradin   | 2:0      |
| Rogoznica – Vodice      | 2:5      |
| Mihovil – DOŠK Drniš    | 1:3      |
| Mladost Tribunj – Rudar | 1:0      |
| [ 2 ]                   |          |

| 11. kolo                    | 11. kolo |
| --------------------------- | -------- |
| 1. prosinca 2012.           |          |
| Mladost Tribunj – Rogoznica | 3:0      |
| Rudar – Mihovil             | 1:1      |
| DOŠK Drniš – Dinara         | 1:0      |
| SOŠK Skradin – Vodice       | 2:1      |
| [ 2 ]                       |          |

| 12. kolo                  | 12. kolo |
| ------------------------- | -------- |
| 9. ožujka 2013.           |          |
| Vodice – DOŠK Drniš       | 2:4      |
| Mihovil – Mladost Tribunj | 3:1      |
| Rogoznica – SOŠK Skradin  | 0:2      |
| 17. ožujka 2013.          |          |
| Dinara – Rudar            | 2:0      |
| [ 2 ]                     |          |

| 13. kolo                  | 13. kolo |
| ------------------------- | -------- |
| 16. ožujka 2013.          |          |
| Rudar – Vodice            | 0:1      |
| Mladost Tribunj – Dinara  | 1:1      |
| DOŠK Drniš – SOŠK Skradin | 2:1      |
| Mihovil – Rogoznica       | 5:0      |
| [ 2 ]                     |          |

| 14. kolo                 | 14. kolo |
| ------------------------ | -------- |
| 23. ožujka 2013.         |          |
| Vodice – Mladost Tribunj | 0:1      |
| Rogoznica – DOŠK Drniš   | 2:5      |
| SOŠK Skradin – Rudar     | 1:0      |
| 1. travnja 2013.         |          |
| Dinara – Mihovil         | 2:1      |
| [ 2 ]                    |          |

| 15. kolo                 | 15. kolo |
| ------------------------ | -------- |
| 6. travnja 2013.         |          |
| DOŠK Drniš – Rudar       | 1:0      |
| Dinara – Rogoznica       | 12:0     |
| 7. travnja 2013.         |          |
| SOŠK Skradin – Mihovil   | 2:1      |
| Mladost Tribunj – Vodice | 0:0      |
| [ 3 ]                    |          |

| 16. kolo                    | 16. kolo |
| --------------------------- | -------- |
| 13. travnja 2013.           |          |
| Vodice – SOŠK Skradin       | 2:0      |
| Mladost Tribunj – Rogoznica | 0:0      |
| 14. travnja 2013.           |          |
| Rudar – Dinara              | 1:0      |
| Mihovil – DOŠK Drniš        | 1:1      |
| [ 3 ]                       |          |

| 17. kolo                       | 17. kolo |
| ------------------------------ | -------- |
| 20. travnja 2013.              |          |
| DOŠK Drniš – Vodice            | 1:2      |
| 21. travnja 2013.              |          |
| Rogoznica – Rudar              | 3:1      |
| SOŠK Skradin – Mladost Tribunj | 3:1      |
| Dinara – Mihovil               | 5:0      |
| [ 3 ]                          |          |

| 18. kolo                     | 18. kolo |
| ---------------------------- | -------- |
| 27. travnja 2013.            |          |
| Vodice – Dinara              | 0:0      |
| 28. travnja 2013.            |          |
| Mladost Tribunj – DOŠK Drniš | 1:3      |
| Mihovil – Rudar              | 5:0      |
| 30. travnja 2013.            |          |
| SOŠK Skradin – Rogoznica     | 5:1      |
| [ 3 ]                        |          |

| 19. kolo                  | 19. kolo |
| ------------------------- | -------- |
| 4. svibnja 2013.          |          |
| DOŠK Drniš – SOŠK Skradin | 1:1      |
| Dinara – Mladost Tribunj  | 4:1      |
| 5. svibnja 2013.          |          |
| Rudar – Vodice            | 0:0      |
| Rogoznica – Mihovil       | 0:7      |
| [ 3 ]                     |          |

| 20. kolo                | 20. kolo |
| ----------------------- | -------- |
| 11. svibnja 2013.       |          |
| DOŠK Drniš – Rogoznica  | 3:0 BB   |
| Vodice – Mihovil        | 5:0      |
| 12. svibnja 2013.       |          |
| Mladost Tribunj – Rudar | 4:0      |
| SOŠK Skradin – Dinara   | 2:1      |
| [ 3 ]                   |          |

| 21. kolo                  | 21. kolo |
| ------------------------- | -------- |
| 15. svibnja 2013.         |          |
| Rudar – SOŠK Skradin      | 0:3      |
| 18. svibnja 2013.         |          |
| Rogoznica – Vodice        | 0:3 BB   |
| Mihovil – Mladost Tribunj | 1:0      |
| 22. svibnja 2013.         |          |
| Dinara – DOŠK Drniš       | 6:1      |
| [ 3 ]                     |          |

## Kvalifikacije za 3. HNL – Jug
U kvalifikacijama za 3. HNL – Jug sudjeluju prvaci ŽNL Šibensko-kninske, 1. ŽNL Zadarske, 1. ŽNL Splitsko-dalmatinske i 1. ŽNL Dubrovačko-neretvanske.
- 1. ŽNL Dubrovačko-neretvanska – Gusar Komin
- 1. ŽNL Splitsko-dalmatinska – Croatia Zmijavci
- 1. ŽNL Šibensko-kninska – Dinara Knin
- 1. ŽNL Zadarska – Polača

### Polufinale (2. i 5. lipnja 2013.)
| Momčad | Ukupno | Momčad | 1. ut | 2. ut |
| ------ | ------ | ------ | ----- | ----- |
| Dinara | 0:7    | Polača | 0:3   | 0:4   |

| Momčad | Ukupno | Momčad           | 1. ut | 2. ut |
| ------ | ------ | ---------------- | ----- | ----- |
| Gusar  | 2:3    | Croatia Zmijavci | 1:1   | 1:2   |

### Finale (9. i 12. lipnja 2013.)
| Momčad | Ukupno | Momčad           | 1. ut | 2. ut |
| ------ | ------ | ---------------- | ----- | ----- |
| Polača | 3:5    | Croatia Zmijavci | 1:3   | 2:3   |

- U 3. HNL – Jug se kvalificirala NK Croatia Zmijavci.